# Rio de Mel (Pindelo dos Milagres)
Rio de Mel é uma aldeia que pertence à freguesia de Pindelo dos Milagres e do Município de São Pedro do Sul e distrito de Viseu.
Aldeia é atravessada ao meio pelo Rio de Mel

## Equipamentos
Tem uma capela e um jardim de infância.